# Frank Perconte
Frank "Perco" Perconte, Técnico de 4.º Grado del Ejército de los Estados Unidos (Joliet, 10 de marzo de 1917 - ibídem, 24 de octubre de 2013) fue un militar participante en la Segunda Guerra Mundial con la Compañía Easy, 2.º Batallón, 506.º Regimiento de Infantería de Paracaidistas, 101.ª División Aerotransportada. Fue interpretado por James Madio en la miniserie Band of Brothers de la cadena de televisión HBO.

## Juventud
Perconte nació y creció en Joliet, Illinois. Sus padres fueron Joseph Perconte, quien murió en 1929 y Mary Carbone. Se graduó del Joliet Central High School en 1935. Después de la escuela y durante la Gran Depresión, él junto con algunos amigos se mudó a Gary, Indiana y trabajó en una acerera. Se enlistó el 17 de agosto de 1942 en Chicago, Illinois y fue uno de los primeros soldados asignados a la Compañía Easy del 506.º Regimiento de Infantería.

## Servicio Militar
Perconte fue un oficial no comisionado en el primer pelotón. Participó con la división aerotransportada en el asalto a Francia en el Día D y vio acción durante la Operación Market Garden y la batalla de las Ardenas. En el asalto de la Compañía Easy al pueblo de Foy en Bélgica el 13 de enero de 1945, fue herido en el trasero por un francotirador alemán. Frank estuvo hospitalizado algunos días por este incidente hasta volver con sus compañeros de la compañía.
En abril de 1945, Perconte junto con Denver Randleman y algunos otros compañeros patrullaban el área alrededor de la Compañía Easy cuando descubrieron un campo de concentración en Landsberg, Alemania. Perconte corrió a los cuarteles a informar al mayor Richard Winters. Entonces junto con el Mayor se reunió con sus compañeros en el campo de concentración.

## Posguerra
Perconte sobrevivió a la guerra y regresó a casa donde trabajó como cartero. Su nieto Jack Perconte jugó en las Ligas Mayores durante los años 80 con Los Angeles Dodgers, Cleveland Indians, los Seattle Mariners y Chicago White Sox.
Fue uno de los 20 que contribuyeron al libro de 2009 Aquellos que viven y recuerdan: Lo nunca dicho de Band of Brothers, publicado por Penguin/Berkley-Caliber.
Falleció en Joliet el 24 de octubre de 2013, a los 96 años.

## Condecoraciones

### Medallas de Estados Unidos
- Estrella de Bronce

- Corazón Púrpura

- Medalla de Buena Conducta

- Medalla de campaña

- Medalla de la Campaña Europea-Africana-Medio Oriente

- Medalla de Victoria Segunda Guerra Mundial

- Medalla del Ejército de Ocupación

   (con broche de medalla Germany)

### Condecoraciones extranjeras
- Croix de Guerre

- Medalla francesa de la liberación

### Medallas conmemorativas
- Medalla Conmemorativa Día-D (60.º Aniversario)
- Medalla Conmemorativa Día-D (50.º Aniversario)
- Medalla Conmemorativa Batalla de las Ardenas
- Medalla Francesa Conmemorativa Día-D
- Medalla 50.º Aniversario Liberación de Austria
- Medalla Conmemorativa Victoria en Europa
- Medalla Conmemorativa Segunda Guerra Mundial

### Insignias
- 5 Barras de servicio (dos años y medio de servicio en el extranjero)

- Insignia por servicios distinguidos

- Marca de especialidad (dos barras indicando ametralladora y pistola)

- Combat Infantryman Badge (CIB)

- Insignia de Paracaidista